# Chidusz (czasopismo)
Chidusz (wcześniej: Biuletyn Gminy Wyznaniowej Żydowskiej we Wrocławiu) – pismo społeczno-kulturalne skierowane do osób zainteresowanych kulturą i historią żydowską w Polsce i na świecie. Magazyn ukazuje się co miesiąc od roku 2013, siedziba redakcji znajduje się we Wrocławiu. 
Tematyka artykułów obejmuje wydarzenia polityczne, kulturalne na terenie Wrocławia i całej Polski. Autorzy podejmują także tematy historyczne, publikowane są również komentarze rabinów i przekłady literackie tekstów napisanych w języku jidysz.
Od 2016 roku wydawcą czasopisma jest Fundacja Żydowska Chidusz, w której radzie zasiadają: Michael Schudrich, Konstanty Gebert, Andrzej Oczkowski. Prezesem zarządu jest Magdalena Dorosz, a w zarządzie zasiadają jeszcze: Anna Felińska-Junka i Michał Bojanowski (redaktor naczelny „Chiduszu”).